# Російсько-український словник сталих виразів
Російсько-український словник сталих виразів — перекладний російсько-український словник, що містить близько 6200 словникових статей (ключових слів), у кожній з яких подано сталі вирази та фразеологізми російською мовою, а також їх переклад українською (у разі, коли нема точного відповідника, наводиться кілька варіантів), подекуди подається ілюстрація вживання фразеологізмів.
Паперова версія: Вирган І. О., Пилинська М. М. Російсько-український словник сталих виразів. — Харків: Прапор, 2000. — 864 с.
Книгу було видано на замовлення Державного комітету інформаційної політики, телебачення та радіомовлення України за Національною програмою соціально значущих видань.
Он-лайн версія: Російсько-український словник сталих виразів онлайн [Архівовано 7 серпня 2009 у Wayback Machine.] (запущена 2006 року, автор ресурсу Євпак Анатолій).
Словник призначений для учнів, студентів, перекладачів творів художньої літератури з російської мови на українську, а також усіх тих, хто прагне збагатити свій духовний світ безцінними мовними скарбами.

## Структура версії словника онлайн
1. Поле пошуку (потрібно вписувати лише ключові слова, які є головними у виразі; якщо не вдалося знайти за одним словом, потрібно пошукати за іншим словом, що входить до складу фразеологізму; якщо шуканий вираз не вдалося знайти, є можливість перевірити наявність інших словоформ ключового слова за алфавітним покажчиком).
2. Алфавітний покажчик (подано літери російської абетки: натиснувши на потрібну літеру, відображається в алфавітному порядку список слів, що стали заголовками статей).
3. Статистика (показана кількість словникових статей на кожну літеру, а також їх сумарну кількість у словнику).
4. Ваші зауваження (можна надіслати адміністратору Ваші зауваження та пропозиції стосовно оформлення, змісту та роботи словника, а також вказати на статтю, де Ви, можливо, знайшли помилку).
5. Умовні скорочення (подано список умовних скорочень, що використовуються у словнику, а також список скорочень прізвищ авторів літературних джерел).
6. Версія для Lingvo (зі сторінки можна завантажити варіанти російсько-українського словника сталих виразів для електронного словника ABBYY Lingvo; на сторінці також подані інструкції компіляції вихідних файлів для ABBYY Lingvo та процес підключення скомпільованого словника до програми).
7. Завантажити djvu та pdf версії (зі сторінки можна завантажити автоматично попередньо згенерований pdf з текстовим наповненням словника; є можливість завантажити також засканований словник у форматі djvu з текстовим шаром).
8. Також словник доступний у вигляді телеграм-бота, що називається "Сталі вирази. Словник🇺🇦"